# Баболовский дворец
Ба́боловский дворе́ц — банный павильон из десяти комнат в Баболовском парке Царского Села. Построен в 1785 году в «готическом вкусе» для Григория Потёмкина. Дворец более всего известен своей монументальной гранитной ванной — «Царь-ванной», созданной Самсоном Сухановым в 1820-х годах. Баболовский дворец разрушен в конце Великой Отечественной войны, в настоящее время (начало XXI века) находится в руинированном состоянии.

## Описание
Каменное здание было сооружено вместо деревянного пятикомнатного дома, расположенного на краю леса у деревни Баболово. По результатам проведенных торгов контракт на слом существующего строения и возведение каменного сооружения, общей стоимостью 13 700 рублей, получил «каменных дел мастер» Иосиф Минчаки. Строительство началось 2 ноября 1782 года, автором проекта был архитектор И. В. Неелов. Асимметричное в плане (что было новым словом в архитектуре того времени) одноэтажное сооружение было поставлено на холме на берегу Серебряного пруда. Два основных корпуса, сходящихся под углом, соединила восьмигранная башенка, покрытая шатровой крышей. Фасады были оформлены в неоготическом стиле, парапеты выполнены в виде зубцов. Стены, сложенные из красного кирпича, были оштукатурены снаружи (исключая аванзал и ванный павильон), выкрашены в белый цвет и декорированы рустом. Цоколь дворца и его карнизы выполнены из светлого путиловского камня. Карнизы украшены светлыми модульонами. Дверные и оконные наличники имели два варианта оформления — оштукатуренные были выкрашены в белый цвет либо в наличники были встроены детали из светлого пудостского камня.
Все здание состоит из десяти помещений, из которых (исключая одно) есть выходы в пейзажный Баболовский парк. Обыкновенно во дворце насчитывают семь комнат, объединяя всю банную часть в одно помещение. Банную часть составляют галерея, комната для мытья, парильня, комната для подогрева воды. Гостиная или аванзал, овальное в плане помещение, примыкает к двум спальням, за ними располагались служебные комнаты и зал с круглой ванной-бассейном. Диаметр мраморной ванны составлял 3,5 метра, на работы по её установке со стоимостью материала ушло 1560 рублей. Вода в неё подавалась, вероятно, из Таицкого водовода (подведение двух подземных труб от водовода до дворца стоило 1100 рублей). На каменные работы в 1783—1785 годах было истрачено 15 595 рублей. Стены и потолки дворца были расписаны художником Фёдором Даниловым (1740—1806) и декорированы мастером «резного и золотарного дела» П. И. Брюлло.
Возможно, Неелов, создавал проект дворца под влиянием архитектурных решений, реализованных Иваном Старовым при строительстве дома в Островках вблизи Пеллы (1783—1790). Этот усадебный дом также предназначался для Г. Потёмкина.

## История
Несмотря на название, здание не было дворцом в полном смысле слова. Оно предназначалось для размещения так называемых «холодных бань» и изредка использовалось для временного проживания и небольших приемов. Первый его владелец, Григорий Потемкин, бывал в нём редко. Первыми гостями дворца после смерти Потемкина стали посланник французских эмигрантов (после французской революции 1789 года) граф Валентин Ладислав Эстерхази (1740—1805) и его дочь Мария-Француаза, которые были размещены там во время пребывания Двора в Царском Селе летом 1793 года.
В 1823—1829 гг. обветшавший архитектурный каприз был обновлён по проекту Василия Стасова. Стасов в целом сохранил замысел первого архитектора дворца, но главным помещением в перестроенном здании он сделал уже не аванзал, а Холодную баню. Изначально восьмигранный павильон бани был перестроен в башню, увенчанную шатровой крышей. Важным моментом реконструкции стало возведение каменного свода над «Царь-ванной» — огромной ванной из темно-розового финского гранита (высота — 192 см, диаметр — 533 см, вес — 48 т) работы мастера Самсона Суханова, установленной в полуподвале по проекту инженера Бетанкура вместо более скромной по размерам, отделанной мрамором ванны. С этого времени Баболовский дворец стал известен именно этой монументальной ванной. Каменный свод спас творение Суханова в годы, когда дворец был разрушен и находился в руинированном состоянии. Перестройкой дворца по плану Стасова руководил главный архитектор Царского села В. М. Горностаев, работы были завершены в 1829 году. Все помещения дворца были отделаны, фасады, кроме наружных стен овальных павильонов, оставленных в кирпиче, были оштукатурены с декорированием рустом и окрашены коричневой краской. Натуральным камнем были облицованы внутренние стены и полы, а также ступени, ведущие от дворца к пруду.
После перестройки назначением дворца было украшение дальней прогулочной части парка. В 1879—1880 гг. обветшавшее сооружение было отремонтировано под руководством архитектора Царского села А. Ф. Видова. В ходе ремонта крыша, имевшая протечки, была перенесена на одну отметку с зубцами парапета, при этом последние перестали быть видны. В холодное время года дворец отапливался: согласно сохранившимся архивным документом в нем было три печи и два камина.

## Легенды, связанные с Баболовским дворцом
Согласно нескольким свидетельствам, когда Пушкин учился в Царскосельском лицее, Александр I приходил в Баболовский дворец на рандеву со своей пассией, дочерью придворного банкира, барона О. П. Вельо Софьей Осиповной Вельо (1793—1840). Некоторые современные исследователи подвергают данный факт сомнению. Но при этом хорошо известно, что слухи об этих встречах дали в своё время Пушкину повод для написания четырёх строчек, озаглавленных «На Баболовский дворец» (1816):
Прекрасная! пускай восторгом насладится
В объятиях твоих российский полубог.
Что с участью твоей сравнится?
Весь мир у ног его — здесь у твоих он ног.А. С. Пушкин. На Баболовский дворец

## Дворец после Октябрьской революции, в предвоенные годы и в годы войны (1917—1945)
После революции во дворце была проведена инвентаризация, и он стал хранилищем коллекции мебели 1830—1840 годов, тем не менее, он не использовался как музей. По сообщению Г. Лукомского, дворец был отремонтирован в 1918 году. Через восемь лет, в 1926 году была отремонтирована его крыша.
В советское время в этом здании до войны размещалась школа 100-й Авиационной штурмовой бригады Ленинградского Военного округа города Пушкина. С её началом, как объект военного назначения, здание и его окрестности были подвергнуты жестоким бомбардировкам. С 1941 по 1944 год дворец находился в зоне оккупации. В ходе боёв пострадал парк, были разрушены плотина на речке Кузьминке, служившая мостом, Таицкий водовод, гроты, служебные помещения, располагавшиеся за мостом. Вода из Большого пруда была спущена. При отступлении немецких войск дворец сгорел, при этом погибли все интерьеры, а также часть каменных сводов (кирпичный свод над «Царь-ванной» уцелел) и несущих стен.

## После войны и до 1991 года
В отличие от других сооружений Царского села Баболовский дворец и парк вокруг него не были восстановлены в первые послевоенные десятилетия. Надежда на их возрождение появилась в 1970-х годах, когда в этой части парка предполагалось устроить базу отдыха для работников Ижорского завода. Решение исполкома Ленгорсовета № 248 от 15 марта 1973 года предусматривало восстановление парка, дворца и служебных построек, при этом Ижорский завод принимал на себя финансирование реставрационных работ. Проект реставрации был разработан в 1976—1977 годах Ленинградским филиалом института «ГИПРОТЕАТР». 
Предпринималась попытка восстановления боковых флигелей дворца в современных материалах. Работы были прерваны, и возведенные конструкции пришли в аварийное состояние.
В 2013 году для проведения реставрационных работ на территории Баболовского парка Правительством России было решено выделить из федерального бюджета денежную сумму в размере 40 млн рублей.
В настоящее время сохранившиеся подлинные части стен покрыты временной кровлей и строительными лесами, что по большей части замедляет дальнейшее разрушение здания.

## Галерея

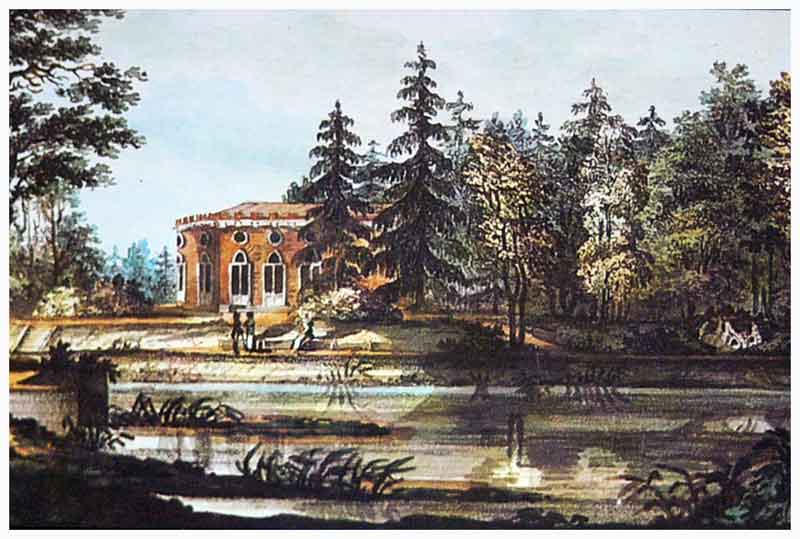
В. П. Лангер. Баболовский дворец. 1820 год.
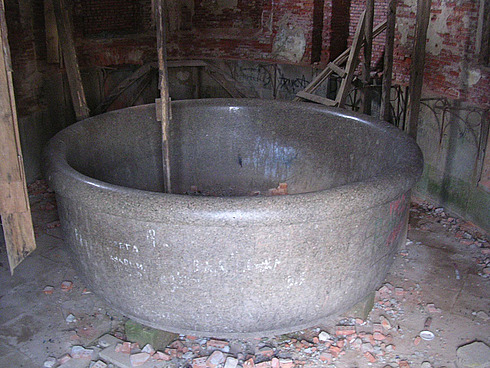
«Царь-ванна»
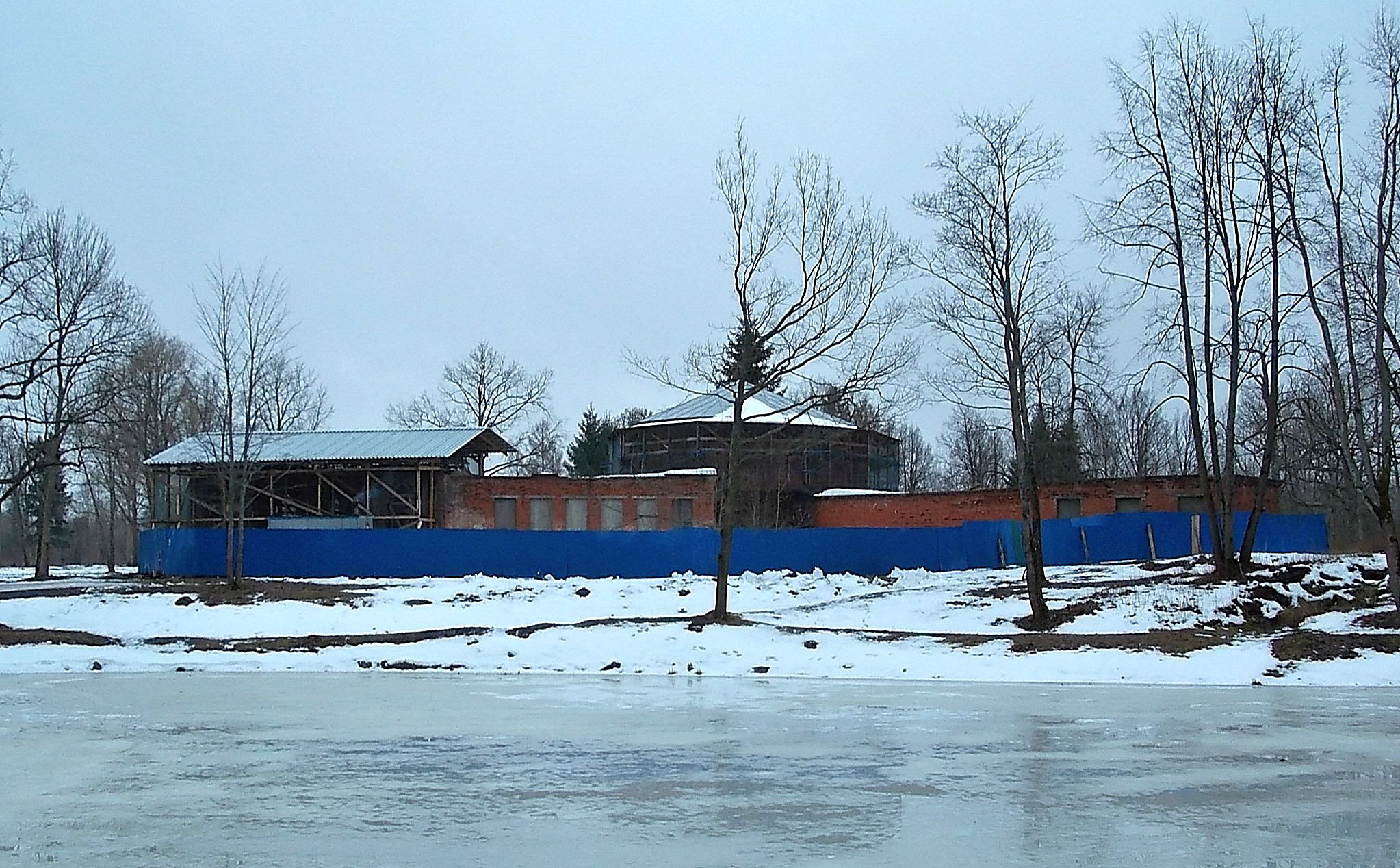
Баболовский дворец в январе 2018 года
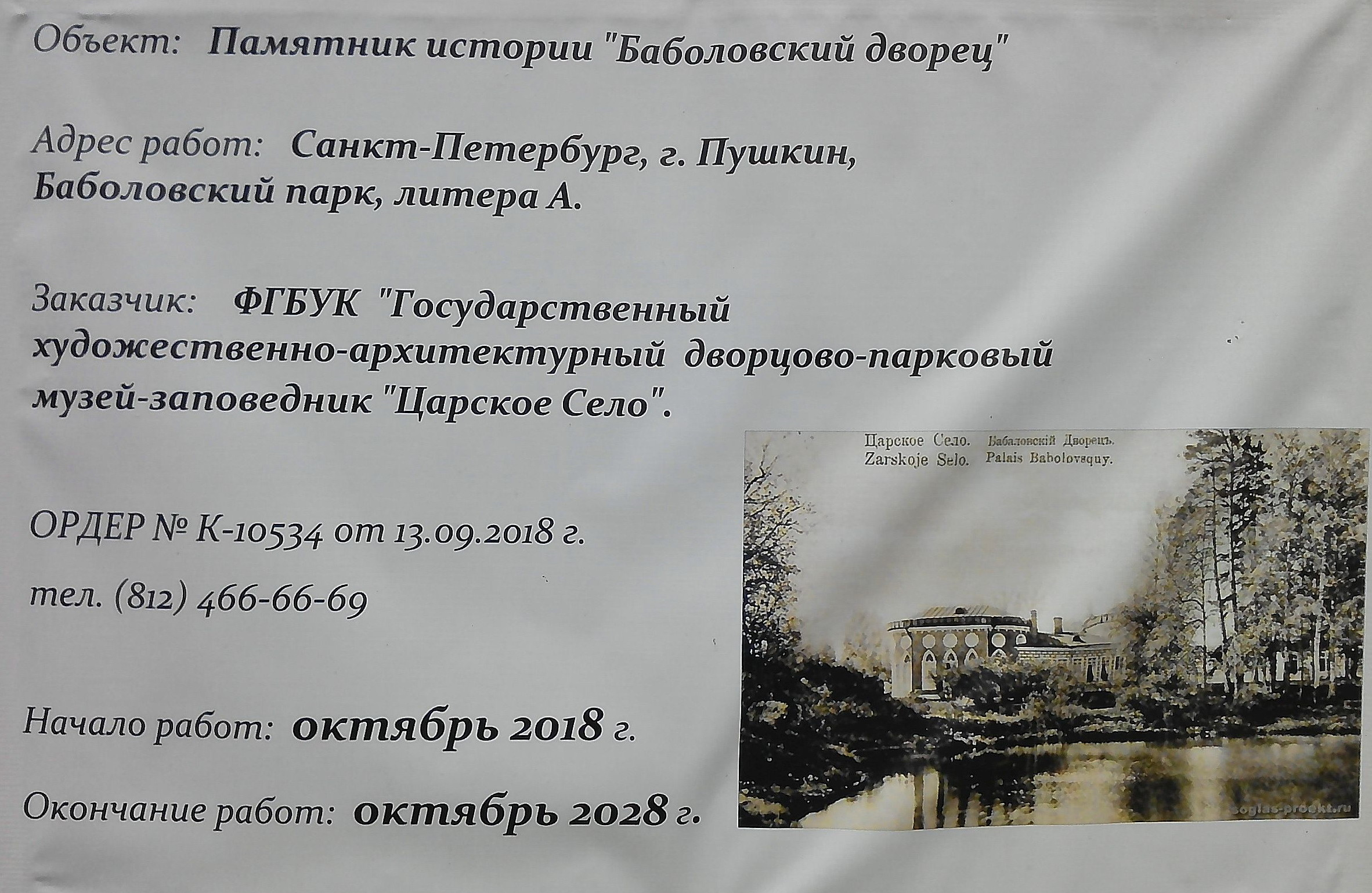
Баннер на строительном ограждении Баболовского дворца